# Capul
L'île de Capul est une île de la mer de Samar, une mer intérieure de la mer des Philippines, située dans les Visayas orientales, au centre de l'archipel des Philippines. L'île est située au nord-ouest de l'île de Samar et constitue une municipalité de la province de Samar du Nord.

## Histoire
Le nom de Capul viendrait du mot Acapulco, principal port de la côte Pacifique de la Nouvelle-Espagne.
L'église de Capul, construite pendant la période coloniale espagnole, est dédiée à saint Ignace de Loyola. Elle est entourée par un fort avec des remparts datant de 1781, qui servait aux Espagnols au contrôle du trafic maritime et à donner rapidement l'alerte lors des attaques de pirates maures.
L'île possède également un phare qui servait au XVIIIe siècle de repère pour les galions qui reliaient Acapulco et Manille en passant par les eaux traîtresses du détroit de San-Bernardino. 
L'île devient la capitale de la province de Samar entre 1848 et 1852.

## Géographie

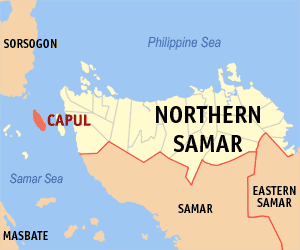
Carte du Samar du Nord montrant la localisation de Capul

Capul est politiquement divisée en 12 barangays et regroupe environ 12 000 habitants en 2010 pour une superficie de 35 km2, avec une population en croissance constante depuis 20 ans,.
La population de Capul parle majoritairement une langue différente du reste du Samar du Nord et du reste des Visayas orientales. La langue de l'île-municipalité est l'abaknon, une langue classée par les linguistes parmi les langues sama-bajaw, un des groupes du malayo-polynésien occidental. Néanmoins, les habitants de Capul comprennent la langue Waray-waray, telle qu'elle est parlée par la majorité de la population dans le Nord de Samar.
L'île est sans voitures, avec probablement une seule voiture présente sur l'île, celle de la police, composée elle-même de seulement 14 agents pour l'ensemble de la population de l'île. Les habitants de l'île se déplacent principalement à pied ou en motocyclettes modifiées appelées "habal-habal" qui peuvent accueillir trois passagers derrière le conducteur.

## Source
1. ↑  (en) Secrets of Northern Samar: The Forgotten Capul Island, journeyingjames.com
2. ↑  (en) "Population totale par province, ville, municipalité et barangay: du 1er mai 2010", Bureau national des statistiques. Extrait le 15 avril 2013
3. ↑  (en) "Province de Samar du Nord, données sur la population. Division de la recherche LWUA, Bureau national des statistiques. Extrait le 15 avril 2013
4. ↑  (en) Heritage Month: Capul Island, 360journals.com